# Lepturgantes septemlineatus
Lepturgantes septemlineatus là một loài bọ cánh cứng trong họ Cerambycidae.